# Godiasco
Godiasco – miejscowość i gmina we Włoszech, w regionie Lombardia, w prowincji Pawia.
Według danych na rok 2004 gminę zamieszkiwało 2806 osób, 140,3 os./km².